# Hlynur Pálmason
Pour les articles homonymes, voir Pálmason.
Hlynur Pálmason, né le 30 septembre 1984 à Reykjavik en Islande, est un réalisateur islandais.

## Biographie
Hlynur Pálmason étudie la réalisation à l'École nationale de cinéma du Danemark de 2009 à 2013.

## Filmographie

### Courts métrages
- 2012 : A Day or Two (En dag eller to)
- 2013 : A Painter (En maler)
- 2014 : Seven Boats (Sjö bátar)
- 2022 : Nid (da) (Hreiður)

### Longs métrages
- 2017 : Winter Brothers (Vinterbrødre)
- 2019 : Un jour si blanc (Hvítur, Hvítur Dagur)
- 2022 : Godland (Vanskabte Land)
- 2025 : Ástin sem eftir er

## Récompenses et distinctions
- Winter Brothers reçoit quatre récompenses au Festival de Locarno en 2017.
- Un jour si blanc est présenté en compétition à la 58e Semaine de la critique durant le Festival international du film de Cannes[2] 2019.

Aux Edda Awards, le film reçoit six récompenses, dont ceux du meilleur acteur, de la meilleure actrice dans un rôle secondaire, de la meilleure photographie et du meilleur réalisateur pour Hlynur Pálmason.